# サン・コズモ・アルバネーゼ
サン・コズモ・アルバネーゼ（イタリア語: San Cosmo Albanese, アルバニア語: Strigàri）は、イタリア共和国カラブリア州コゼンツァ県にある、人口約600人の基礎自治体（コムーネ）。
アルバレシュ人と呼ばれるアルバニア系住民のコミュニティがある。

## 地理

### 位置・広がり
コゼンツァ県中部のコムーネ。県都コゼンツァから北北東へ35kmの距離にある。

#### 隣接コムーネ
隣接するコムーネは以下の通り。
- アクリ
- コリリアーノ＝ロッサーノ
- サン・デメトリオ・コローネ
- サン・ジョルジョ・アルバネーゼ
- ヴァッカリッツォ・アルバネーゼ

## 人物

### 著名な出身者
- セレンベ (Giuseppe Serembe)  - 19世紀のアルバニア語（アルバレシュ語）詩人。